# 臺灣日治時期公共住宅
臺灣日治時期公共住宅為日治時期在臺灣各地由官方或社福團體經營管理的公共住宅，其類型大致可分為由州、市、街、庄經營管理的「公營住宅」、提供窮人居住之「細民（簡易）住宅」及大多由地方公共團體興建的「共營住宅」等類型。隨著城市發展，為了增加當地的住宅供給，並同時達到衛生改善的目的，臺灣的各地方政府陸續興建了租金較一般低廉的公共住宅，最早的公共住宅是於1907年為改善衛生和居住問題，由臺灣婦人慈善會興建於打狗的平和長屋，最早由官方經營的則是1912年由臺北廳經營的州營住宅，之後各地方政府在基於經濟保護和社會福利事業，逐漸興建各種公共住宅。至終戰前，全台由地方政府營運之出租公共住宅已逾兩千戶，其大多設置在人口較密集的市街，台北市約有八百戶、高雄市約有四百戶、新竹市約三百戶、基隆市約有兩百戶。以下列出臺灣各地日治時期的公共住宅。

## 州市街營住宅

### 基隆市公設住宅
基隆市公設住宅位於基隆市天神町及東町，共計122戶，其設在以日人為主的地區，租賃者亦以官吏、會社雇員、商家居多。基隆市公設住宅係由基隆市役所於1921年4月借入十五萬圓，委由臺灣土地建物株式會社在天神町興建66戶之公設住宅（今愛九路底南側），設有俱樂部和運動場等設施，在同年10月開始出租，每戶月租金17圓。於1926年，購入臺灣土地建物株式會社位在東町的10戶住宅，作為東町公設住宅，並在1929年4月增建了46戶，共計56戶，每戶月租金由17圓至30圓不等。

### 基隆市博愛館
基隆市博愛館位於基隆市元町三丁目25番地、福德町三丁目45番地，為一棟鋼筋混凝土造的三層樓建築。於1920年，顏雲年、辜顯榮、林熊徵集資35萬圓向臺灣總督府申請設立「財團法人基隆博愛團」，以從事住宅救濟的慈善事業。其餘1921年9月借入45萬圓開始興建，於1922年1月完工。基隆博愛館雖為社會慈善事業，但因連年虧損，基隆博愛團在1935年8月31日解散，其出租住宅由基隆市役所接手，由民營改為市營的出租住宅。其在1940年計有一樓店鋪之24戶、二樓48戶、三樓88戶，及以外之7戶，共計203戶，約1千人居住於此。二戰後，基隆市博愛館仍繼續出租予平民，並在1980年代拆除改建為博愛大樓及仁愛大樓。

### 臺北州營住宅
為了增加臺北市的住宅供給，臺北廳在1912年以公共衛生費購入了新榮町的139戶住宅作為出租住宅，於1913、1914年，新建新榮町48戶、龍山寺町二丁目24戶，以及於1920年12月新建御成町五丁目103戶，並在1921年4月街交由臺北州經營管理。1942年4月1日改由臺北市役所經營管理，併入臺北市公共住宅。

### 臺北市公共住宅
為了提供平民的租賃住宅，臺北市役所最初於1939年在幸町191番地興建了16戶公共住宅（稱為幸町住宅），於1940年興建馬場町17戶（稱為馬場町住宅）、大龍峒町60戶（稱為圓山町住宅）、朱厝崙40戶（稱為中園住宅），於1941年興建朱厝崙306戶、幸町30戶、水道町105戶，計有574戶公共住宅，加上原臺北州營住宅的218戶後，則共計有792戶。

### 新竹市公共住宅
新竹市公共住宅位於新竹市花園町、赤土崎、田町、錦町、新興町等地，共計282戶。花園町公共住宅於1932年10月1日動工，1933年3月25日完工，設有18棟36戶，月租金自16.5圓至27.5圓不等。赤土崎公共住宅為提供臺灣總督府天然瓦斯研究所職員的住宅，其於1936年1月20日動工，同年5月31日完工，設有22棟40戶，月租金自15圓至50圓不等。田町公共住宅為提供總督府內務局頭前溪治水工事職員的住宅，其於1936年12月25日動工，1937年5月10日完工，設有19棟41戶，月租金自12圓至80圓不等。錦町公共住宅為提供新竹地方法院職員的住宅，其於1937年5月12日動工，1938年4月30日完工，設有16棟22戶，月租金自13圓至72圓不等。1940年9月，新興町市營住宅完工，設有24棟43戶。1941年7月，東山公共住宅完工，設有甲種15棟30戶、乙種35棟70戶。

### 臺中市營住宅

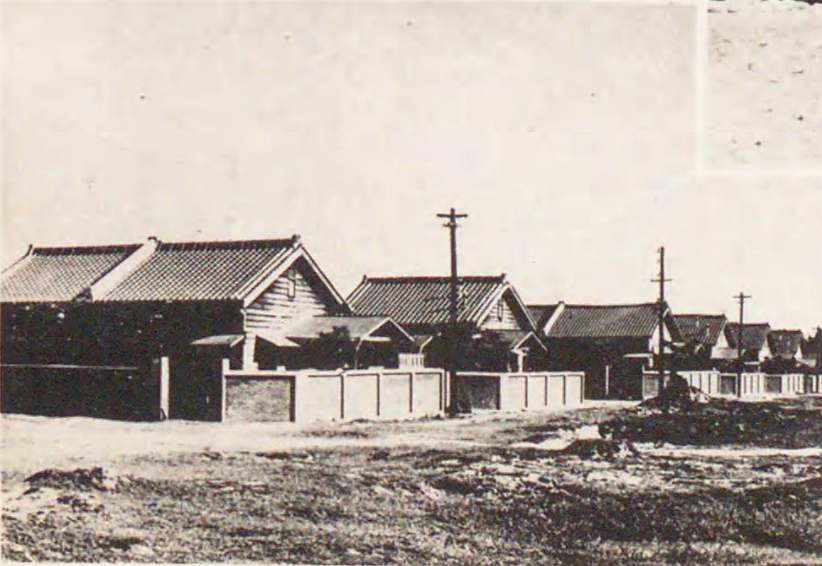
臺中市營住宅

臺中市役所於1932年向簡易保險局借款49,250圓在臺中市新高町臺中商業學校前興建了35戶市營住宅（總建坪485坪）。於1934年11月，再向簡易保險局借款43,600圓，在商業學校前興建了12戶（總建坪162坪），川端町臺中師範學校前興建20戶（總建坪306）市營住宅（今忠仁街至五廊街間）。於1937年，在東勢子興建甲種住宅10棟20戶、乙種住宅15棟30戶的市營住宅。臺中市營住宅皆為木造平房，並依宿舍大小分為月租金20圓、17圓、13圓之房型。台中市營住宅的承租人皆為內地人，其中又以學校職員、台中市役所職員、會社職員居多。在1944年，在台中市後壠子的大和村西側興建了30戶市營住宅（今民權路229巷至英才路間）。

### 臺南市營住宅
城市人口較多的台南市相較其他城市，較晚才開始建設公營住宅，而數量亦不多。台南市役所考量市內中產階級以下的宅大多空間狹隘、且通風採光不足，故於1935計畫設立市營住宅，以增加住宅供給並改善衛生環境。台南市營住宅於1936年4月開始使用，位於竹篙厝69戶及桶盤淺2戶，月租金11圓至35圓不等。

前金市營住宅

### 高雄市營住宅
高雄市於1924年在田町、鹽埕町、湊町興建了34戶市營住宅。於1927年以市預算4,800圓興建了哨船町8戶。於1928年借款100,000圓興建了在田町及入船町72戶市營住宅；於1932年借款150,000圓在林德官、前金、過田子、田町、入船町興建81戶；於1933年借款74,000圓在前金、旗後町、田町興建154戶；於1938年借款91,500圓在前金、過田子興建44戶，至此時共以建有393戶市營住宅。高雄市營住宅分為甲、乙、丙、丁、特甲、特乙、特丙、特丁等住宅種別，月租金自2.5圓至65圓不等。

### 湊町漁民住宅
高雄市曾於1924年12月在高雄市湊町新建了一棟16戶的木造平房，供從事漁業勞動的日人使用，但其在1935年2月因火災燒毀，而火勢亦波及到周邊其他漁民的住宅，共導致64戶住宅燒毀，304名罹災市民只能一時住在由漁業組合興建的臨時小屋作為簡易宿泊所。於是高雄市方面委員事業助成會出資九千圓，及高雄州及高雄市役所各補助六千圓，加上兩千元的捐款下，在湊町三丁目建造了24戶住宅，於1936年2月20日完工。於1937年，再由高雄市役所補助七千圓，助成會出資五千圓，新建了12戶漁民住宅。湊町漁民住宅為木構造及紅磚、鋼筋混凝土混造的兩層樓建築，月租金為1戶7.5圓。

### 屏東市營住宅
屏東市營住宅位於若松町（今正義巷），於1929年7月15日竣工，同年8月1日開始使用，其皆為鋪設內地瓦的木造平房，共計15棟30戶，分為甲號4戶、乙號11戶、丙號15戶，月租金分別為23圓、18圓、14圓。

### 花蓮港市營住宅
花蓮港市營住宅設立於1941年，為27棟54戶的日式住宅，在二戰後成為眷村介壽新村。

### 臺東街公共住宅
臺東街公共住宅位於台東街榮町244番地、南町245番地、寶町106番地，係為了1919年暴風雨後的災民所設置，由當時的罹災整理委員會於1919年10月興建了供內地人使用的1棟10戶，及供本島人使用的2棟20戶建築。這些建築於1923年12月改由臺東街役場經管，並增建了供內地人的1棟10戶及供本島人的6棟60戶建築，但其中兩棟由本島人使用的住宅因1919年的道路拓寬而拆除。在月租金方面，供內地人使用的住宅為5圓至7圓不等，供本島人使用的住宅則是1.6圓或2.15圓。

### 馬公街公共住宅
馬公街公共住宅位在澎湖廳馬公街馬公、紅木埕，係由馬公街於1929年8月1日興建，同月21日開放使用，有甲至丁種住宅共計28戶。

## 軍人遺族住宅

### 臺北州軍人遺族住宅

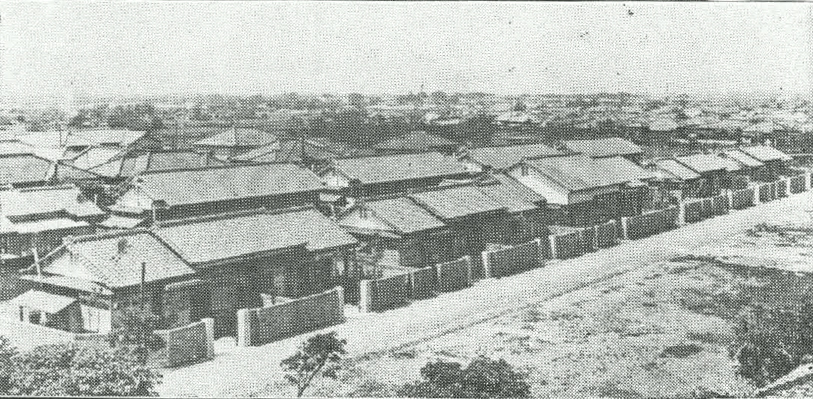
臺北州軍人遺族住宅

臺北州軍人遺家族住宅為提供戰傷死軍人遺族的出租住宅，位於臺北市大安十二甲253番地，於1938年9月動工，1939年3月完工，並設有由愛國婦人會經營的裁縫授產場及托兒所。其計有甲號住宅（月租金4圓）4棟8戶，乙號住宅（月租金3圓）5棟10戶。原址位於臺北市大安區幸安國小西側。

### 臺中州軍人遺族住宅

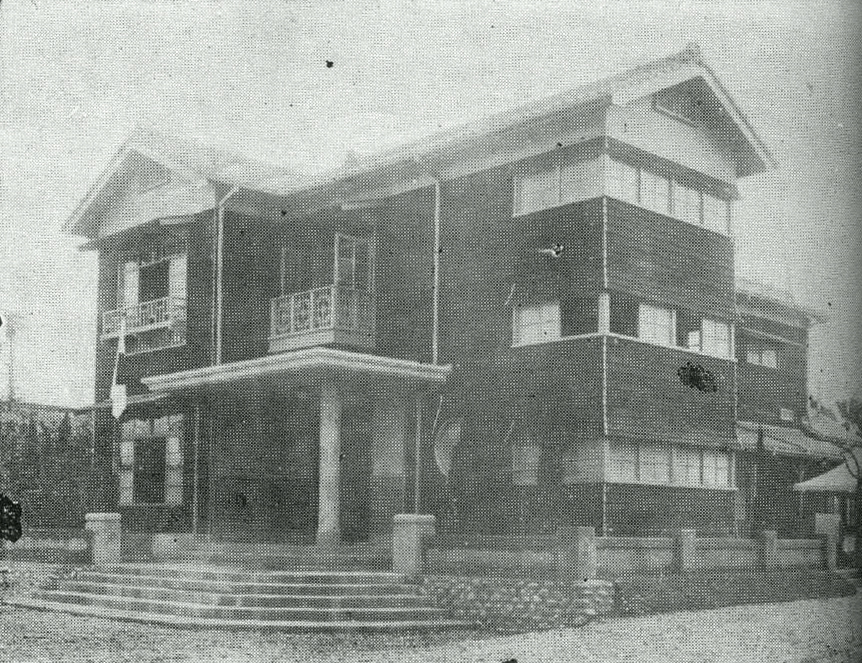
臺中州軍人遺族住宅本館

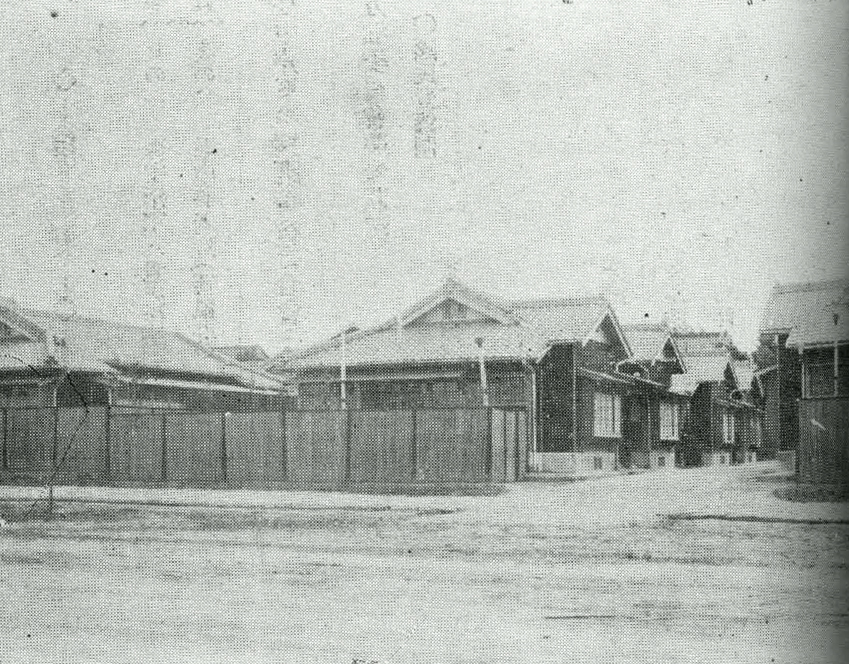
臺中州遺族軍人住宅

臺中州軍人遺族住宅由愛國婦人會臺中州支部興建，位於臺中市新高町203番地，於1938年11月動工，1939年3月完工，設有本館1棟、住宅6棟12戶，本館設有事務所兼相談室、職業授產輔導兼娛樂室、托兒室、浴室、廁所等設施。

## 簡易(細民、窮民)住宅

### 臺灣婦人慈善會公共住宅 (平和長屋)
平和長屋為出租予本島人居住之住宅，其租金低廉，每戶租金為一日6錢。平和長屋的緣由是在1906年因打狗鼠疫猖獗，導致當地窮人的生活陷入困境。而為了安置這些民眾，臺灣婦人慈善會在後來改稱平和町的地方新建了收容住所，其為硓𥑮石建的一層樓平房，共計14棟240戶，於1907年4月完工，命名為「平和長屋」。平和長屋在1926年4月後改由高雄市役所經管的市營住宅，在1932年4月後又改回由臺灣婦人慈善會直接管理。

### 新竹市西門住宅
新竹市西門住宅是由當地仕紳鄭神寶、周家修為救濟窮民，於1918年12月興建的8棟48戶建築，每戶年租金30圓。

### 新竹市方面委員事業新富町共同住宅
新竹市方面委員事業新富町共同住宅位於新竹市新富町323番地，興建於1935年11月，1936年4月完工，以收容1935年新竹–台中地震的災民。

### 新竹市方面委員事業黑金町共同住宅
新竹市方面委員事業黑金町共同住宅位於新竹市黑金町550番地，設有提供內地人和本島人的住宅各1棟4戶。

### 員林街簡易住宅
員林街簡易住宅為9戶乙號宿舍，月租金2圓，其於1933年2月設立，位於員林街員林28-1番地。

### 其他
其他的公共住宅有台中市簡易住宅（1935年）、豐原街營住宅（1936年）、鹿港街簡易住宅（1937年）、鹿港街窮民住宅（1936年），以及1935年新竹–台中地震後為安置災民所設置的竹南街細民住宅（1936年，位於竹南街中港107、240、621番地）、內埔庄窮民住宅、東勢街窮民住宅、石岡庄窮民住宅。

## 高齡者住宅

### 臺北市共同住宅 (樂樂莊)

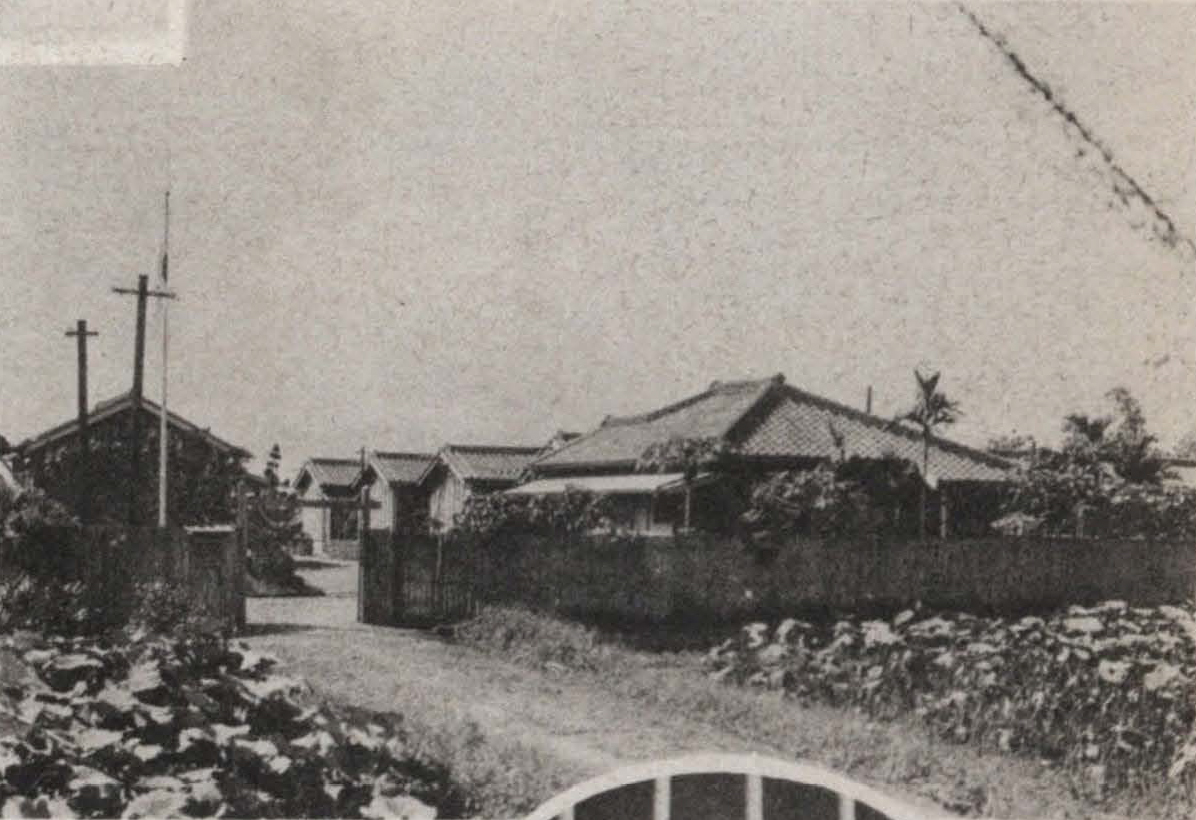
臺北市共同住宅

臺北市共同住宅又稱「樂樂莊」，為提供獨居高齡者居住的住宅，位於臺北市堀江町69、70番地，由臺北市役所經營管理。其於1937年3月動工，同年8月完工，為木造平房，共計8棟32戶，並設有事務所兼職員宿舍、集合所、共同浴場，月租金3圓。原址位於臺北市萬華區廈安里。

### 臺中養老院 (清風莊)

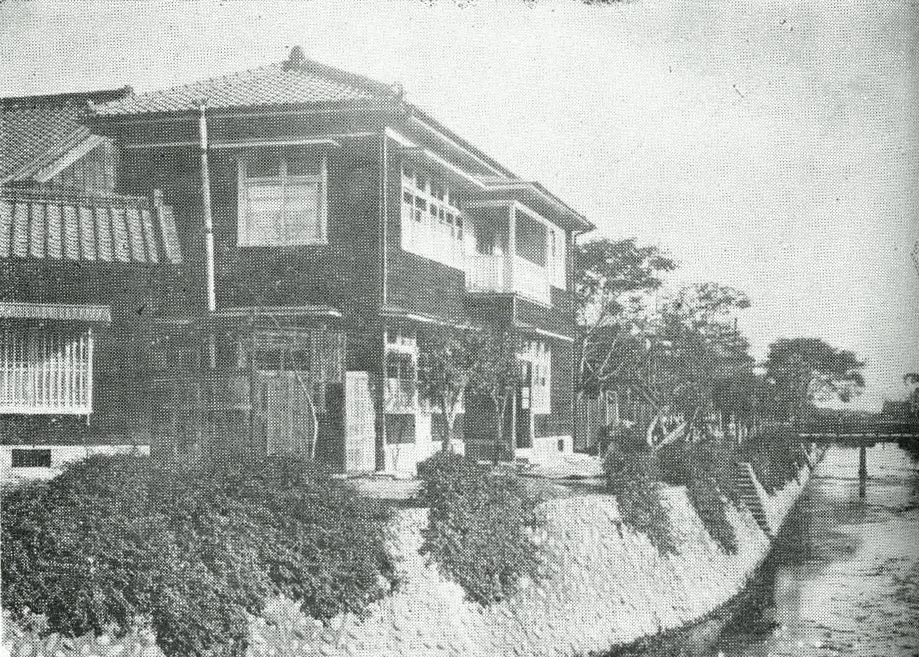
臺中養老院

臺中養老院又稱「清風莊」，為由台中市東本願寺慈光園經營的養老設施，位於老松町四丁目2-2番地，為一棟兩層樓建築，1938年底動工，1939年3月開放。

## 其他類型

### 臺中更生住宅
臺中更生住宅於1939年11月7日完工，係由臺中市方面委員事業助成會興建，位於臺中市下橋子頭266番地約一甲的土地，作為安置生活困苦民眾的住宅，住宅工程費約11,500多圓，建有住宅68戶，以及事務所、指導員宿舍、授產所、豬舍、雞舍、浴場等建築，總建坪367坪。臺中更生住宅配有指導員，以教導住戶製作火柴、組裝紙箱、編帽、種菜、畜牧等生活技能。

### 臺中市博愛住宅
臺中市博愛住宅原由市內有志者經營，以作為乞丐的收容處所，其在改由臺中市方面委員事業助成會經營管理後，改稱「臺中愛生院」，於後在1937年4月改稱「臺中市博愛住宅」，並在旱溪282番地以預算2,500圓新建1棟7戶的建築。